# 朝鲜半岛南北分治

围绕“三八线”的朝韩非军事区地图

从1945年到1950年，朝鲜半岛沿北纬38度线划分，从1953年至今，沿“停战线”划分

1945年之前的几个世纪，朝鲜（朝鲜半岛）一直处于政治统一状态。朝鲜南北分治的起源可追溯到日治时期（1910年－1945年）。第二次世界大战期间，抗击日本的同盟国领袖在日本投降后考虑了朝鲜的未来问题。同盟国领导人达成共识，朝鲜將會重獲獨立，但會先置于国际托管之下直至它们认为朝鲜人民已做好自治准备。除这份相当含糊的协议外，朝鲜的未来还有许多不确定性。:5-17
因此，随着1945年盟军占领朝鲜半岛，至此朝鲜进入分治时期。按照达成的协议，美苏在战争的最后几天，苏军和美军以北纬38度线为界划分占领区。根据该协议，苏军于1945年8月占领朝鲜半岛北部，美军于1945年9月占领朝鲜半岛南部。:37-45
将朝鲜一分为二背后的一个隐含假设是，这只是临时措施，直至托管协定生效，从而在整个朝鲜建立统一国家为止。随后，1945年12月的苏联外交部长会议达成一项涉及朝鲜的托管协议（有效期五年）。但由于冷战开始以及国内外各种因素（包括朝鲜人民对托管的反对），故美苏在未来两年内就实施托管而进行的谈判无法进行，从而为在朝鲜半岛重建一个统一国家而制定的协议成了一纸空文。:45-154
因此，朝鲜半岛问题被转交联合国处理。1948年，在联合国的决定未能得到苏联支持后，联合国监督的大韓民國制憲國會議員選舉仅在美国控制区（北纬38度线以南）举行。美国扶持的李承晚赢得了大选，而苏联扶持的金日成巩固了其在苏联占领区（北纬38度线以北）的地位。此举导致大韩民国（南韓）于1948年8月15日在朝鲜半岛南部建国、随后（1948年9月9日），朝鲜民主主义人民共和国（北韓）在朝鲜半岛北部建国。美国支持南方，苏联支持北方，双方都宣称其拥有朝鲜的完整主权。
在多年的敌对后，1950年，朝鲜为以共产主义方式统一朝鲜半岛而侵略韩国。随后的朝鲜战争（从1950年持续到1953年）最终以僵局告终，截至目前，朝韩一直被橫貫整個半島的非军事区分离。
2018年4月27日，时值南北韓高峰會期间，朝鲜最高领导人金正恩与韓國總統文在寅通过《平壤共同宣言》。同年晚些时候（9月朝韩首脑会议之后），两国采取若干行动以统一边界（例如拆除警卫哨所和设置缓冲区以防止冲突）。2018年12月12日，朝鲜人民军和大韓民國國軍的士兵首次跨过军事分界线进入对方的领土。2022年尹錫悅出任韓國總統後实行较为強硬的对北政策，南北關係再度陷入敵對。

## 历史背景

### 日治时期（1910年－1945年）
1905年日俄战争结束时，大韓帝國沦为日本的保护国，并于1910年被日本吞并。朝鮮高宗及朝鮮純宗亦先後遭到廢黜。在随后的几十年中，朝鲜半岛广大民族主义者和激进组织涌现为争取独立而向日本当局斗争。这些团体的观点，方法分歧很大，他们也因此无法团结起来反抗日本统治。:156–160在中国流亡的大韩民国临时政府亦未得到广泛认可。 :159–160

### 二战

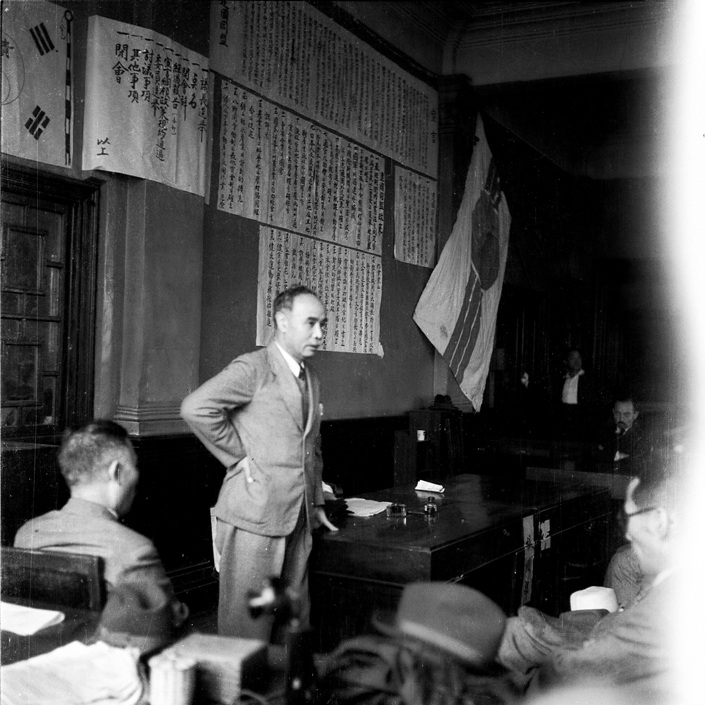
呂運亨于1945年8月16日在京城府筹备朝鲜独立委员会上发表的演讲

在第二次世界大战中期的1943年11月開羅會議上，美國總統富兰克林·罗斯福、英國首相温斯顿·丘吉尔和中華民國國民政府主席蔣中正一致认为日本“应该失去它用武力征服的一切领土”。在会议结束时，三国（美国、英国和中国）宣布：“铭记（日本对）朝鲜半岛人民的奴役，……决定朝鲜将在适当时机成为自由和独立的国家。”罗斯福提出了对朝鲜半岛实行托管的想法，但未能得到他国同意。罗斯福在1943年11月的德黑兰会议和1945年2月的雅尔塔会议上对斯大林提出该方案。斯大林虽不同意，但主张托管期不应过长。:187–188
在德黑兰和雅尔塔会议上，苏联共产党总书记斯大林答应在欧洲战争胜利后的两到三个月内加入同盟国并介入太平洋战争。1945年8月8日（即在广岛投下第一枚原子弹后两天，但在对长崎投下第二枚炸弹之前），苏联对日宣战。战争初期，远东苏维埃总司令亚历山大·米哈伊洛维奇·华西列夫斯基元帅呼吁朝鲜半岛人民对抗日本，并称“自由和独立的旗帜在首爾升起”。

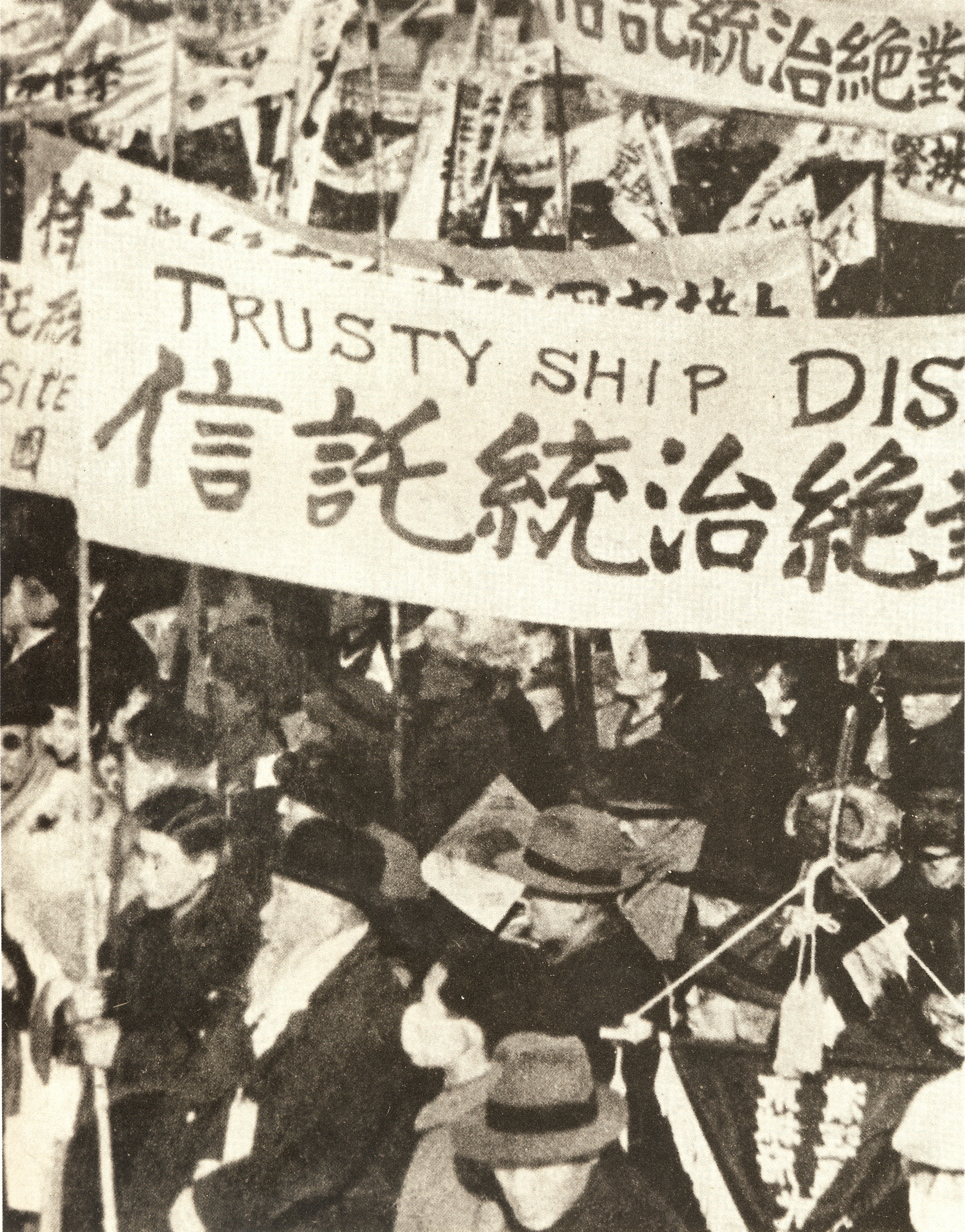
1945年12月，朝鲜半岛南部的居民举行抗议盟军托管之游行

苏联军队迅速前进，美国政府急切希望占领整个朝鲜半岛。1945年8月10日，两名年轻军官（既迪恩·拉斯克和查尔斯·波涅斯特）被调入美国占领区。他们在极短的时间内工作且毫无准备，他们使用《国家地理杂志》地图确定以北纬38度线作为分界线。他们选择它的理由是：它将朝鲜半岛分割了约50%（但将首都京城府置于美国控制范围，且没有咨询朝鲜半岛的专家）。两个人不知道四十年前，日本和十月革命前的俄罗斯曾讨论过在同一时期分治朝鲜半岛。拉斯克后来说：“如果他知道，他‘几乎可以肯定’会选择另一条经纬线”。他们把2500万朝鲜半岛居民以9：16的比例划分给苏联和美国。鲁斯克说：“即使苏联不同意，即使这条（38度）线比美军实际能够到达的更北，……我们认为将朝鲜半岛的首都划入美军责任范围内很重要”。他指出，他“面临着可立即调用的美军十分稀缺以及时间空间因素问题，这将使得在苏军进入该地之前难以到达很远的北方”。令美国人惊讶的是，苏方立即接受了分治提案。该协议已被并入日本一般命令第一號（1945年8月17日批准）。
苏军于8月14日开始两栖登陆朝鲜半岛，并迅速占领了朝鲜半岛东北地区，8月16日登陆元山。8月24日，红军到达第二大城市-平壤。
自1945年8月开始以来，末任朝鲜总督阿部信行将军已与许多有影响力的朝鲜半岛人建立联系以准备移交权力。在整个八月，朝鲜半岛人民组织了人民委员会分支机构参加“朝鮮建國準備委員會”，左翼政客呂運亨行使主任一职。1945年9月6日，代表大会在京城府召开，成立朝鮮人民共和國，但仅存在了极短的一段时间。本着协商一致的精神，提名當時流亡美国的保守老年政治家李承晚为韩国首任总统。

## 二战后

### 分治（自1945年9月2日起）

#### 苏联对朝鲜半岛北部的占领

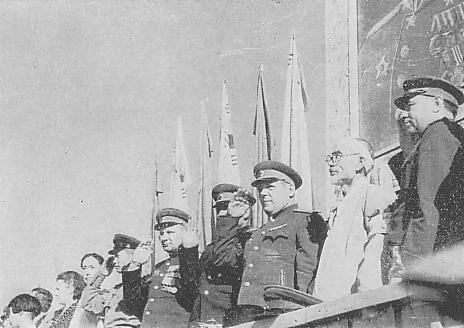
1945年10月14日于平壤举行的欢迎红军庆祝活动

苏联军队进入平壤时，他们在朝鮮民族主义者曹晚植的领导下找到朝鲜独立预备委员会的一个地方分支。苏联军队允许这些“人民委员会”（对苏联友好）行使职能。1945年9月，苏联当局颁发“红军获胜”货币。1946年，捷连季·福米奇·什特科夫上校上任后开始游说苏联当局寻求资金以缓解经济不景气的局面。
1946年2月，北朝鲜人民委员会（临时政府）在金日成领导下成立。他们在战争末期长期在满洲与苏军一起训练。1946年3月，临时政府颁布一项全面的土地改革计划：将原属日本人和及其合作者的土地重新划分给贫农。在人民委员会的组织下，广大贫民和农民，工人组织起来，在全国范围内发动土地革命，摧毁旧土地阶级。地主只能保留与曾经租过土地的贫穷平民相同数量的土地，从而使土地分配更加平等。朝鲜半岛的土地改革暴力程度低于中越。援引美国官方消息称：“从所有方面看，前村长被改造为政治力量，没有采取流血行动，但仍采取了极其谨慎的态度以防止他们得到权力”。农民反应积极，但也有临时政府合作者，前地主和基督徒离开北方，其中一些人在后来成立的韩国政府中获得了职位。根据美国军政府消息，有40万朝鲜半岛人以难民身份离开北方。
重点行业被国有化。北部地区的经济状况几乎与南部地区一样糟糕，因为日本殖民者将第一，第三产业集中在南部，并将第二產業集中在北部。
苏联于1948年从朝鲜半岛撤军。

#### 美国对朝鲜半岛南部的占领

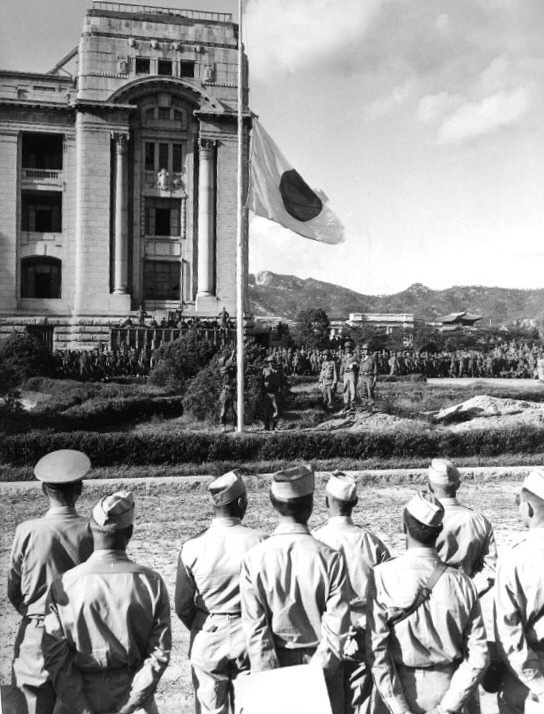
1945年9月9日，日本将总督府移交给驻扎在京城府的美军

由于美国政府担心苏联的扩张加之日本朝鲜总督府发出“权力架空”警告，所以美军提前三日登陆。1945年9月7日，道格拉斯·麦克阿瑟宣布，中将约翰·R·霍奇将负责管理朝鲜半岛事务，霍奇第二天随部队在仁川跳伞。由于缺乏明确指示或华盛顿特区的主动行动，麦克阿瑟作为駐日盟軍總司令在1945至1948年间管理朝鲜半岛南部。参谋长联席会议和国务院没有为麦克阿瑟提供任何统治朝鲜半岛的计划。在军管期间，霍奇直接向位于东京的麦克阿瑟和盟军总部报告，而不再向华盛顿特区报告。与1945至1952年间美国占领日本时期的和平稳定相比，美军占领的三年期充满混乱和动荡。霍奇和他的第二十四军经过了战争（而非外交方面的训练），并与在后殖民时期出现的各种政治团体（前日本合作者，亲苏共者，反苏共者，右翼团体，韩国民族主义者）进行谈判。1945年末，位于远东地区的军队或国务院中，没有任何美国人能够使用韩语，当地民众笑称“驻朝翻译官如何控制朝鲜半岛南部”。位于中国的大韩民国临时政府派遣了一个代表团和三名口译员帮助霍奇，但他们拒绝与美方会面。同样，霍奇拒不承认新组建的朝鮮人民共和國及其人民委员会，并于12月12日将其列为非法组织。
1946年9月，广大劳动人民发起反军政府示威。但很快就遭到镇压，预定于当年10月的韩国临时立法议会选举未受到影响。
曾经担任临时政府总统，后在美国担任亲韩游说者的反共分子李承晚成为南方最杰出的政治人物。李承晚向美国政府施压，要求当局放弃托管谈判，并在南部建立大韩民国政权。1947年7月19日，末位致力于双方对话的高级政治家呂運亨被19岁男子韩智根暗杀，他是朝鲜最近的难民，他是一名脫北者，是民族主义右翼组织的活跃成员。
占领政府后被新成立的大韩民国政府取代，当局对左翼分子发动多次军事行动。在接下来的几年中，有三万至十万人被杀（伤亡最多的是濟州四·三事件）。

### 美苏联合委员会
1945年12月，在莫斯科会议上，同盟国批准苏美中英四国参加朝鲜独立前托管（持续五年）。但诸多朝鲜半岛民众在会后要求立刻独立。但与苏共紧密结合的朝鲜共产党支持这个方案。据记者费奥多尔·特特斯基称：1945年的文献表明，苏联政府没有永久性分裂的计划。
美蘇共同委員會于1946年和1947年间举行会议致力于建立统一政权，但由于冷战对立和朝鲜半岛民众反对托管而未能得到进展。1946年，苏联提议呂運亨作为朝鲜半岛领袖，但遭美国拒绝。同时，两地之间的鸿沟加深。占领国政策差异导致政治两极化和南北人口迁移。1946年5月，擅自越过北纬38度线被列为犯罪行为。在1947年9月的联合委员会最后一次会议上，苏联代表捷连季·福米奇·什特科夫（苏联人）提议双方都应撤军，并给予朝鲜半岛人民组建独立政权的机会。但仍被美国拒绝。

### 联合国干预与独立政府成立

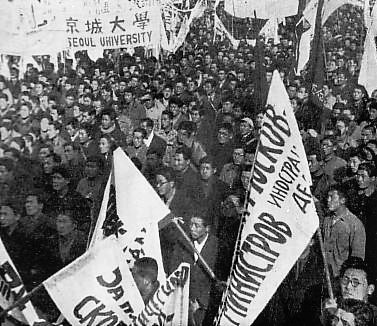
韩国在1946年支持美苏联合委员会的示威游行

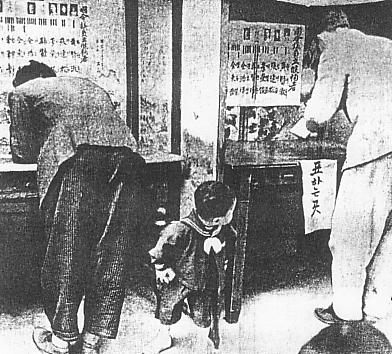
韩国于1948年5月10日举行的大选

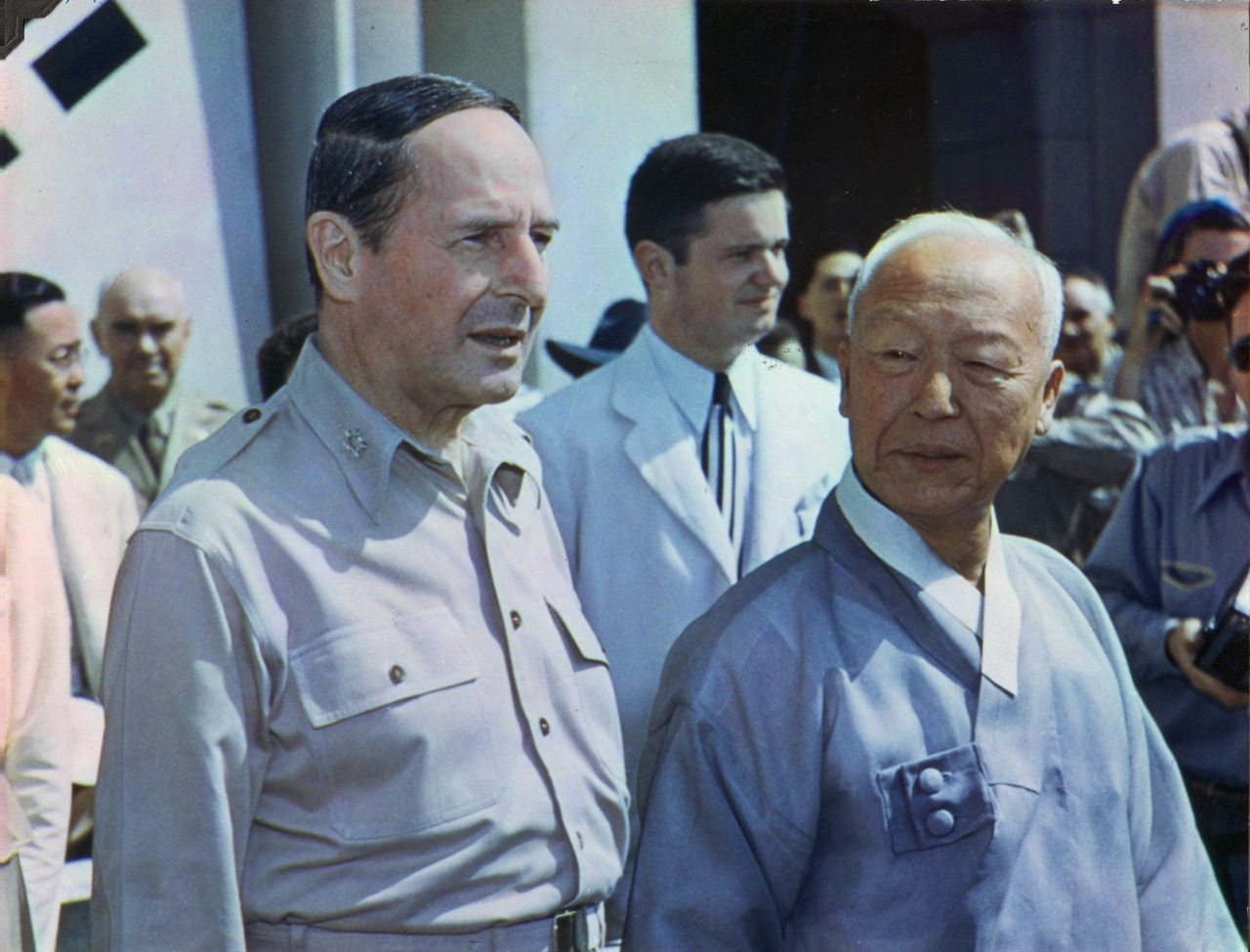
1948年8月15日，駐日盟軍總司令麦克阿瑟与李承晚总统在权力交接仪式上

由于联合委员会对朝鲜半岛问题未能得到任何进展，美国于1947年9月向联合国提出了这个问题。而苏联反对联合国介入此事。联合国于1947年11月14日通过的一项决议要求：
|  | 朝鲜半岛应当举行自由选举，撤回外国军队和设立联合国朝鲜事务委员会，联合国朝鲜临时委员会。 |

苏联抵制该决议且不认为它具有法律效力。亦认为联合国无法保证选举的公平性。故联合国决定只在朝鲜半岛南部举行的选举进行监督。此举违背委员会主席K.P.S. Menon的报告（该报告反对重新选举）。朝鲜临时委员会的一些代表认为：南部条件给右翼候选人带来不当优势，但仍被否决。:211–212
许多朝鲜半岛民众认为举行独立选举的决定不受欢迎，他们理所当然地将其视为全岛永久分裂的序幕。抗议该决定的罢工潮于1948年2月开始。4月，济州岛民发动示威以对抗该国迫在眉睫的分裂。韩国军队出兵镇压。他们杀死了数以万计的居民，据估计，韩国军队烧毁了七成的村庄。起义在朝鲜战争爆发后再度出现。
1948年4月，南北组织会议在平壤举办。南部政客金九和金奎植出席会议并抵制联合国在朝鲜半岛南部的选举，而其他政客和政党支持了他们对联合国选举的抵制。:211,507会议要求建立联合政府并让外军撤出。李承晚和霍奇对此表示谴责。次年，金九遭到暗杀。
1948年5月10日，南方在广泛的暴力和恐吓中举行大选。同时也遭到了李承晚的反对者的抵制。8月15日，大韩民国接管美国控制区，李承晚担任第一任总统。9月9日，朝鲜民主主义人民共和国成立，金日成任首相。
1948年12月12日，联合国大会批准联合国朝鲜临时委员会的报告，并宣布大韩民国为“朝鲜半岛唯一合法政权”。但是，朝鲜临时委员会的成员中无人认为此选举建立了一个合法国民议会。在该委员会有一名澳大利亚政府代表宣布对此选举“不满意”。
朝鲜半岛南部的动乱仍在继续。1948年10月，麗水-順天事件发生，部分国军军团拒绝镇压，该叛乱更是延及政府。1949年，李承晚政府设立國民保導聯盟以关注其政治对手。保導聯盟的大多数成员都是无辜的农民和平民，他们被迫加入该机构。成员在朝鲜战争初期被处决，连亲人也遭到牵连。1949年12月24日，韩军屠杀了被疑似共产党同情者或与他们相关的聞慶平民，并将事件起因归咎于共产党。

## 朝鲜战争

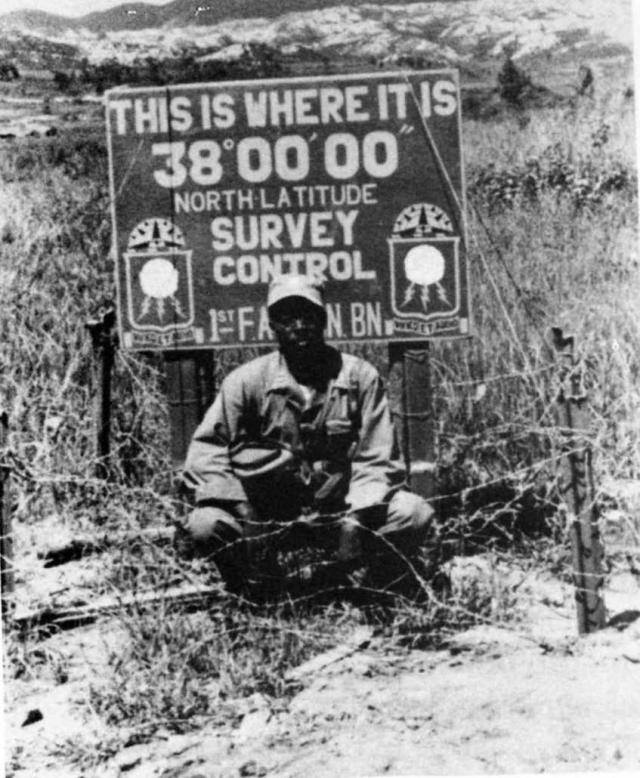
北纬38度线上的马里兰国民警卫队第231运输卡车大队的士兵

朝鲜半岛统一1000余年以来，民间普遍认为这两个政权都具有争议或为临时政府。从1948年直到1950年6月25日内战爆发，两国的军队在北纬38度线发生了一系列流血冲突。1950年，当朝鲜人民军攻入韩国发动朝鲜战争时，冲突进一步升级。联合国干预以保护韩国，并派遣了一支由美国领导的“联合国军”。朝鲜占领韩国大片地区后，金日成当局为让朝鲜半岛统一，实施工业国有化，土地改革和重建人民委员会。
当联合国的干预被认为是恢复原本的国界（即北纬38度线）时，李承晚认为，朝鲜的进攻已毁灭边界。联合国总司令道格拉斯·麦克阿瑟将军也表示，他打算统一朝鲜半岛，而不仅仅是将朝鲜军队打回边界。朝鲜占领韩国领土约九成时联合国军和美军通过仁川登陆发动反击，随之朝鲜人民军被赶出韩国，韩国军队于10月1日越过北纬38度线，一周后又跟随美国和其他联合国部队向北推进，没有重视中华人民共和国发出的警告：如果美军越过边界，中華人民共和国将会干预。大韩民国在占领朝鲜时，其政府亦试图统一朝鲜半岛，韩国国家警察则对民众进行政治灌输:281–282。当美军进一步进攻朝鲜时，中国人民志願軍发动反击，将美军赶回南方。
1951年，战争在北纬38度线附近基本结束，双方开始考虑停战。但李承晚要求继续战争直至在他的统治下统一朝鲜半岛。而中朝方面提议以北纬38度线为基础划分停战线，但联合国方面提议以双方领土为基础划分停战线，认为在军事上是有充足的理据。美国人提出的联合国立场违背了谈判产生的共识。最初，美国人提出了一条穿越平壤的边境线，该路线距原有边境线北端很远。双方的分歧让谈判进程曲折而漫长，中朝方面最终同意在军事分界线上划分边界，而非在北纬38度线上划分边界。

## 停战

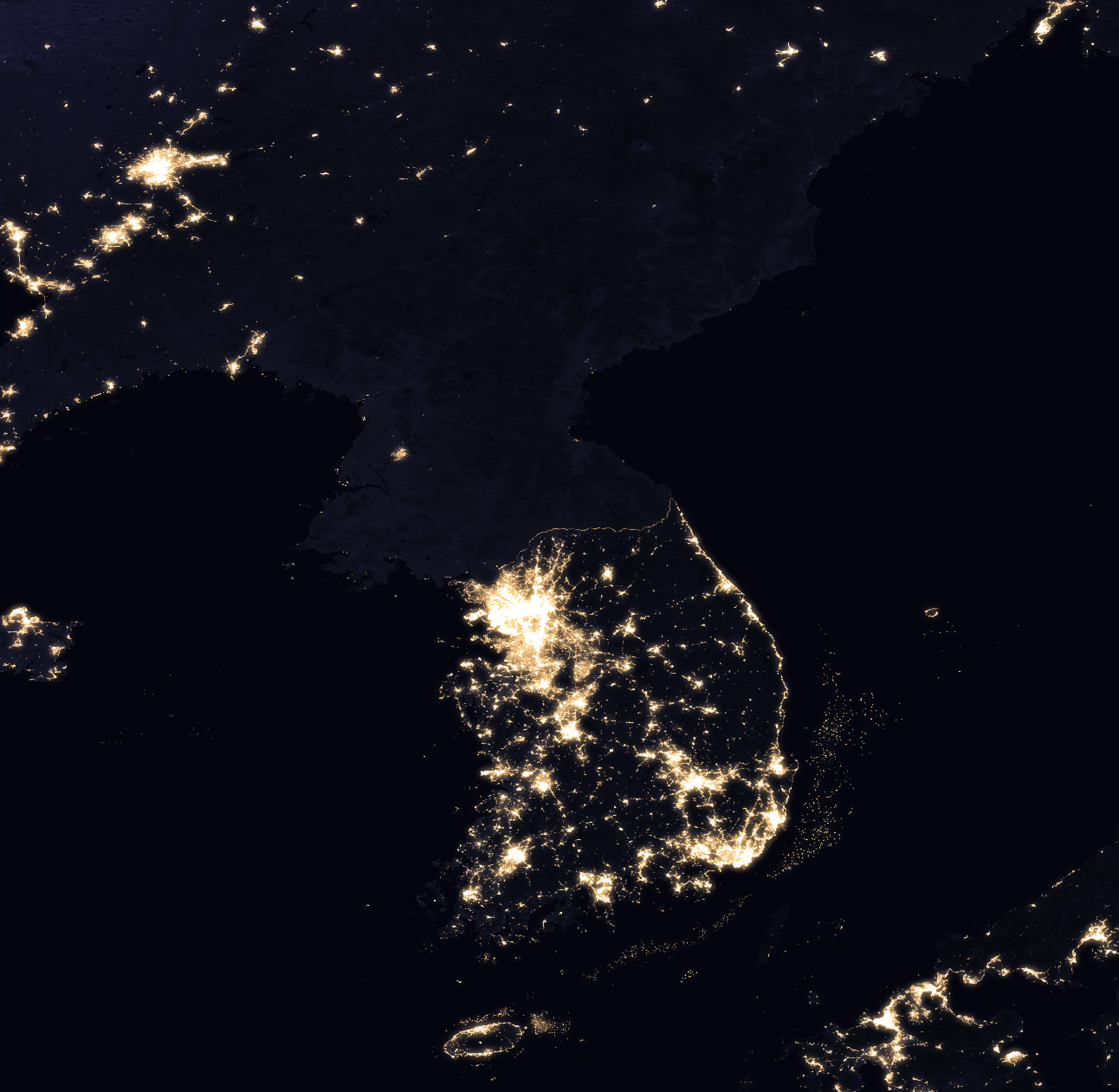
从太空中可以清楚地看到韩国在太空中的亮度明显强于朝鲜（摄于2016年）

战争持续三年后，《朝鲜停战协定》最终签署。朝韩双方同意在国境线周边地区建立一个寬4（2.5英里）的缓冲区（称为朝韩非军事区，简称DMZ）。这个新边界公布了战后的双方领土，对角线平行于北纬38度线。李承晚拒绝接受停战协定，并继续敦促韩军武统朝鲜半岛。尽管双方都为统一祖国做出了努力，但战争使朝鲜半岛分裂持续极长时间，并导致了美韩之间的永久联盟以及美国在韩国的永久驻军。
根据《朝鲜停战协定》规定，1954年举行的一次日内瓦会议谈及了朝鲜半岛问题。尽管许多有关国家作出了努力，但到会议结束，也没有宣布在朝鲜半岛建立统一政权的任何决议。
《停战协定》促成了中立國監察委員會的成立，该机构负责监督停战协定的执行状况。自1953年以来，瑞士军和瑞典国防军是长期值守在非军事区的中立國監察委員會成员。波兰和捷克斯洛伐克是朝鲜选择的中立国，这些观察员在后变为资本主义国家，朝鲜遂驱逐了两国的观察员。

## 停战后的朝鲜半岛南北关系

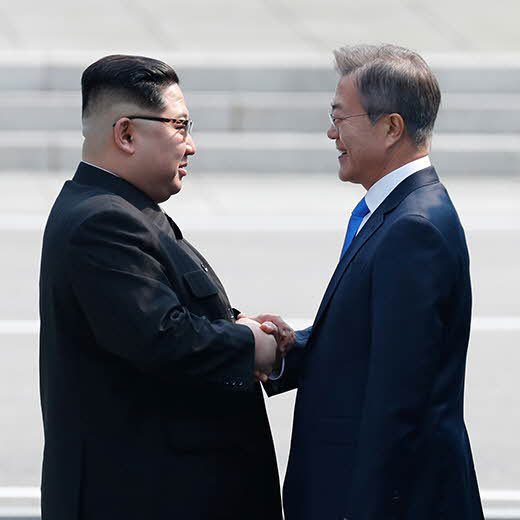
文在寅与金正恩在朝韩分界线握手

战后，朝鲜半岛一直处于分裂状态。朝韩亦处于冲突状态，双方都声称自己是朝鲜半岛唯一合法政府。零星的谈判未能在实现统一方面取得持久进展。
1998年金大中出任韩国总统后，韩国政府开始推行阳光政策来改善朝韩关系，金大中本人也在2000年6月访问平壤，成为首个踏上朝鲜领土的韩国总统。2003年出任韩国总统的卢武铉也继承了前任金大中的阳光政策。但在2008年李明博出任韩国总统后，韩国政府停止了阳光政策，朝韩关系开始恶化。之后在2010年发生延坪岛炮战和天安号沉没事件，朝韩关系进一步恶化。
2018年4月27日，朝鲜最高领导人金正恩和韩国总统文在寅在朝韩非军事区举行会晤。二人签署的《板门店宣言》呼吁结束边界附近的长期军事活动并实现朝鲜半岛统一。
2018年11月1日，双方在非军事区建立緩衝區以结束陆海空敌对行动。缓冲区覆盖范围为：德积岛北部延伸到西海（黄海）鳥岛南部、东海（日本海）束草市北部和通川郡南部。此外，禁飛區亦未建立。
2022年5月10日，韩国第20任总统尹锡悦就职，并强调其任期内将扩大美日韩之间的合作，并对中朝采取更强硬的态度。
2022年10月24日，南北韓在朝鮮半島西部海域互相開火示警。
2022年12月26日，朝鮮無人機越界侵犯韓國領空，在韓國首爾、仁川江華等地上空飛行約7小時。韓國軍隊雖實施了射擊等應對作戰，但未能命中目標。
2023年1月17日，南韓指，朝鮮勞動黨總書記金正恩在朝鮮勞動黨八屆六中全會上將韓方界定為「明確的敵人」。2023年2月16日，韓國國防部發佈2022年版《國防白皮書》，明確指出「北韓政權和北韓軍是我國（大韓民國）的敵人」，是時隔六年再次出現「北韓是敵人」的表述。
2023年2月24日，韩国统一部表示过去两年，南北之间人员往来完全中断。
2024年，朝鮮民主主義人民共和國宣布放棄統一，將大韓民國視為敵對國家。

## 流行文化

### 电视节目
- 《黎明的眼睛》（1991－1992年MBC电视剧）
- 《野人时代》（2002－2003年SBS电视剧）
- 《首尔1945（英语：Seoul 1945）》（2006年KBS1电视剧）

## 延伸阅读
- Fields, David. Foreign Friends: Syngman Rhee, American Exceptionalism, and the Division of Korea. University Press of Kentucky, 2019, 264 pages, ISBN 978-0813177199
- Hoare, James; Daniels, Gordon.  (PDF) Discussion Paper No. IS/04/467. London: The Suntory Centre (London School of Economics). February 2004  [2021-05-21]. （原始内容存档 (PDF)于2022-03-31）.
- Lee, Jongsoo. The Partition of Korea After World War II: A Global History. Palgrave Macmillan, 2006, 220 pages, ISBN 978-1-4039-6982-8
- Oberdorfer, Don. The Two Koreas : A Contemporary History. Addison-Wesley, 1997, 472 pages, ISBN 0-201-40927-5